# Australian Open 2012/Herrendoppel-Rollstuhl
Das Herrendoppel (Rollstuhl) der Australian Open 2012 war ein Rollstuhltenniswettbewerb in Melbourne und fand vom 25. bis zum 28. Januar statt.
Titelverteidiger waren Maikel Scheffers und Shingo Kunieda.

## Setzliste
| Nr. | Paarung                        | Erreichte Runde |
| --- | ------------------------------ | --------------- |
| 01. | Stéphane Houdet Nicolas Peifer | Finale          |
| 02. | Ronald Vink Robin Ammerlaan    | Sieg            |

## Ergebnisse
Zeichenerklärung
- Q = Qualifikant
- WC = Wildcard
- LL = Lucky Loser
- ITF = qualifiziert über ITF-Ranking
- ALT = alternate (Ersatz)
- PR = Protected Ranking
- SE = Special Exempt
- r = retired (Aufgabe)
- d = Disqualifikation
- w.o. = walkover
- [ ] = Match-Tie-Break

|  | Halbfinale | Halbfinale                     | Halbfinale | Halbfinale | Halbfinale |  |  | Finale | Finale                         | Finale | Finale | Finale |
|  |            |                                |            |            |            |  |  |        |                                |        |        |        |
|  |            |                                |            |            |            |  |  |        |                                |        |        |        |
|  | 1          | Stéphane Houdet Nicolas Peifer | 6          | 6          |            |  |  |        |                                |        |        |        |
|  |            | Satoshi Saida Maikel Scheffers | 2          | 1          |            |  |  |        |                                |        |        |        |
|  |            |                                |            |            |            |  |  | 1      | Stéphane Houdet Nicolas Peifer | 2      | 6      | 1      |
|  |            |                                |            |            |            |  |  | 2      | Robin Ammerlaan Ronald Vink    | 6      | 4      | 6      |
|  |            | Stefan Olsson Ben Weekes       | 3          | 2          |            |  |  |        |                                |        |        |        |
|  | 2          | Robin Ammerlaan Ronald Vink    | 6          | 6          |            |  |  |        |                                |        |        |        |
|  |            |                                |            |            |            |  |  |        |                                |        |        |        |